# Benfleet (unparished area)
Benfleet är en unparished area i Castle Point distrikt i Essex grevskap i England, 10 km från Southend-on-Sea. Det inkluderar Daws Heath, Hadleigh, New Thundersley, South Benfleet och Thundersley. Unparished area har 49 841 invånare (2011). Fram till 1974 var det ett separat distrikt. Orter nämndes i Domedagsboken (Domesday Book) år 1086, och kallades då Benflet.